# 穆罕默德·陶菲克·巴赫希
穆罕默德·陶菲克·巴赫希（英語：Mohammad Tawfiq Bakhshii，1986年3月11日—）為阿富汗柔道運動員。他參加2016年夏季奧林匹克運動會柔道比賽100公斤級賽事，於第一輪敗給若热·丰塞卡。他為開幕典禮阿富汗入場的掌旗官。